# Weißeritztalbrücke
Die Weißeritztalbrücke (auch Talbrücke Weißeritz) ist eine rund 218 Meter lange Autobahnbrücke in Dresden. Sie ist Teil der „Tunnel-Brücke-Tunnel“-Kombination mit dem Dölzschener Tunnel und dem Coschützer Tunnel im Verlauf der Bundesautobahn 17 (Dresden–Prag). Die gesamte Kombination gilt als das technisch anspruchsvollste Bauwerk der Autobahn.

## Beschreibung

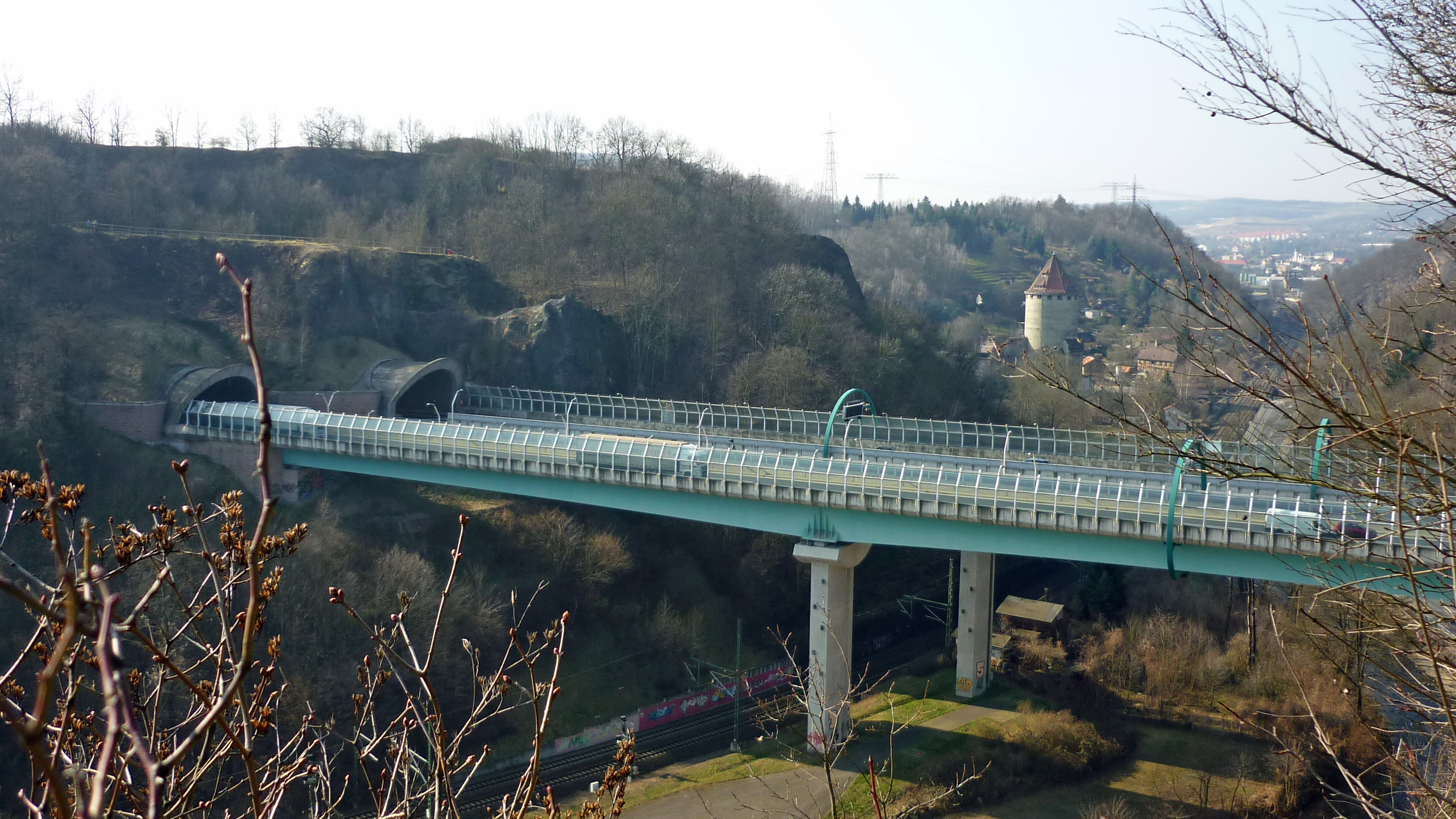
Weißeritztalbrücke mit Blick auf die Portale des Tunnels Coschütz

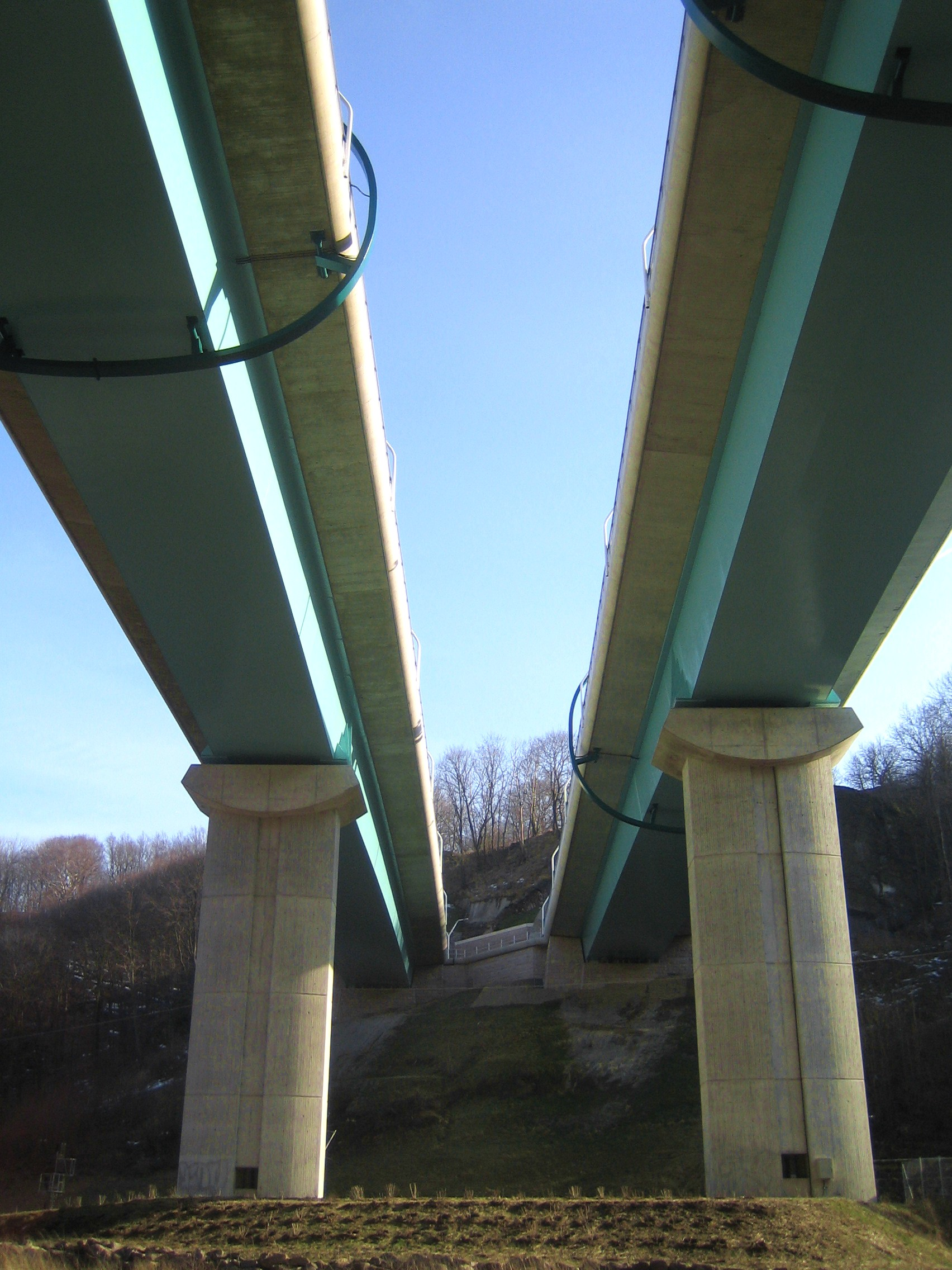
Die Brücke von unten gesehen, Blick zum Coschützer Tunnel

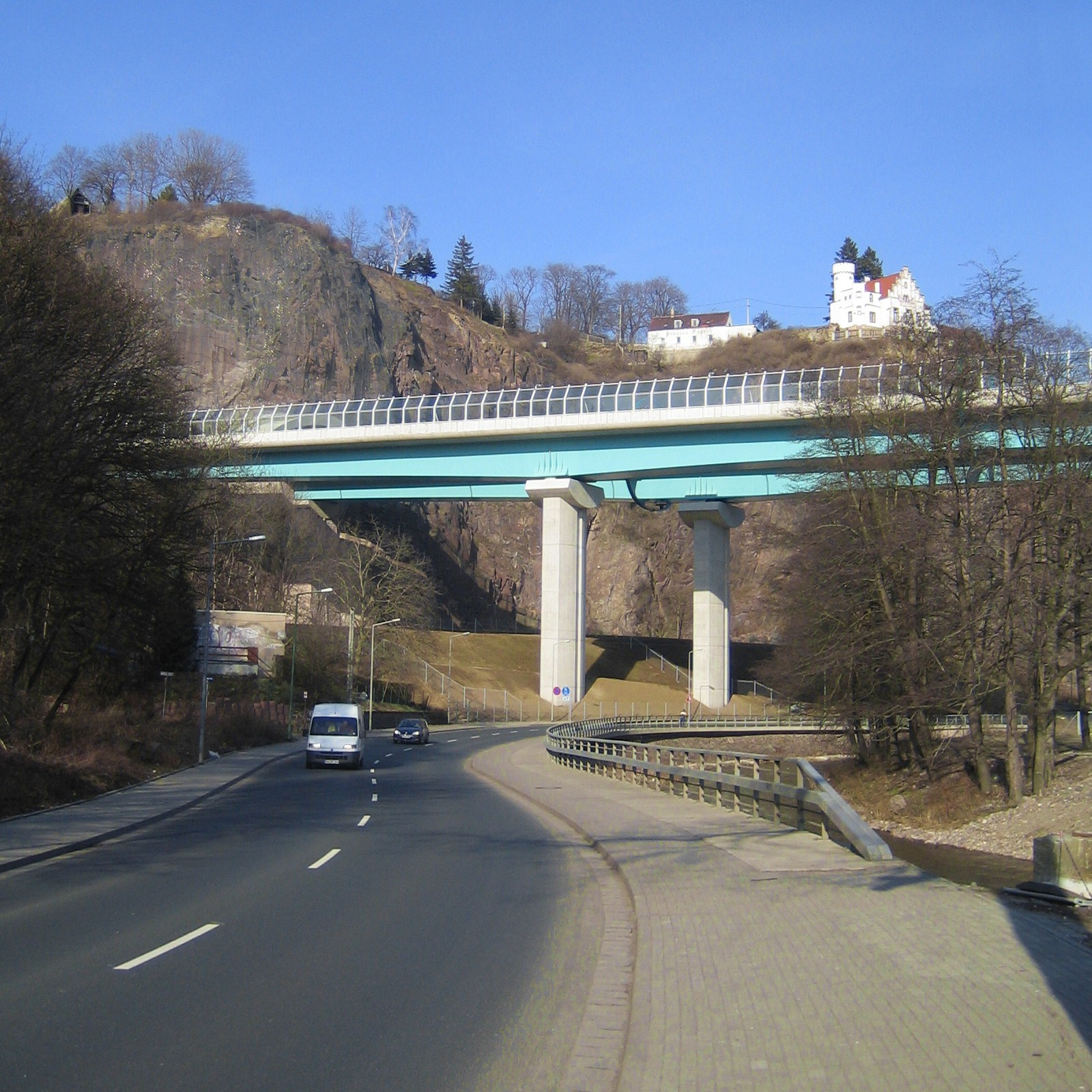
Brückenansicht vom Grund aus Richtung Freital, oben rechts die Begerburg

Die Weißeritztalbrücke besteht aus zwei Teilbrücken für je eine Richtungsfahrbahn der Autobahn. Sie beginnt an den Tunnelportalen des Dölzschener Tunnels auf Höhe der Begerburg. Anschließend überspannt sie den „Plauenscher Grund“ genannten Abschnitt des Weißeritztals, das an dieser Stelle nur rund 150 Meter breit ist. Durch das Tal zieht sich der Fluss Weißeritz, der aus dem Osterzgebirge kommend in Dresden in die Elbe mündet und auf Höhe der Brücke die Grenze zwischen dem Stadtteil Dölzschen im Norden und dem Stadtteil Coschütz im Süden markiert. Dessen Verlauf folgen die Tharandter Straße als Verbindung zwischen den Städten Dresden und Freital und die Bahnstrecke Dresden–Werdau auf ihrem Abschnitt zwischen den Bahnhöfen Dresden-Plauen und Freital-Potschappel. Auf der anderen Seite des Tals endet die Brücke an den Tunnelein- und -ausfahrten des Coschützer Tunnels.
Die östliche Teilbrücke hat eine Länge von 219 Metern, die westliche Teilbrücke ist 217 Meter lang. Die Weißeritztalbrücke wird von vier Stahlbetonpfeilern getragen und erreicht dabei eine Höhe von 28 Metern über der Talsohle. Die Überbauten sind noch einmal sieben Meter hoch. Die Brücke ist als Balkenbrücke realisiert, deren Hohlkasten einen türkisfarbigen Anstrich trägt. Die aufgesetzte Fahrbahnplatte ist bis zu 15 Meter breit und 50 Zentimeter stark.

## Geschichte
Mit dem ersten Bauabschnitt der Bundesautobahn 17 wurde im August 1998 begonnen. Bis 2001 war der erste Teil bis zur Anschlussstelle „Dresden-Gorbitz“ fertiggestellt. Parallel begannen die Bauarbeiten an dem Teilstück zwischen den Anschlussstellen Gorbitz und Südvorstadt, auf dem sich die beiden Tunnel und die Weißeritztalbrücke, der Tunnel Altfranken sowie weitere, kleinere Brücken befinden. Der Bau der Brücke und der Tunnel wurde im Frühjahr 2000 begonnen.
Entworfen wurde die Brücke von der Schüßler-Plan Ingenieurgesellschaft im Auftrag des Autobahnamtes Sachsen. Architekt der Weißeritztalbrücke war der Darmstädter Architekt Egon Jux, der bereits einige andere Brücken geplant hatte, darunter die Hamburger Köhlbrandbrücke. Ausgeführt wurden die Arbeiten von der Walter Bau AG, die auch für den Bau der übrigen Teilstücke der A 17 verantwortlich war. Besonders schwierig gestalteten sich die Bauarbeiten wegen des geringen Platzes im Tal, weil der Straßen- und Schienenverkehr auf der wichtigen Verbindungsstrecke durch den Grund nicht zu stark behindert werden durfte.
Im Jahr 2002 war die Brücke fertiggestellt, die Baukosten waren auf rund 15 Millionen Euro veranschlagt, beliefen sich aber letztendlich auf 23 Millionen Euro. Aufgrund der Verzögerungen bei der Errichtung der beiden Tunnel verzögerte sich die Freigabe des Autobahnteilstückes bis zum 22. Dezember 2004. Dafür war unter anderem ein Kabelbrand im Coschützer Tunnel verantwortlich.